# Kronsnest

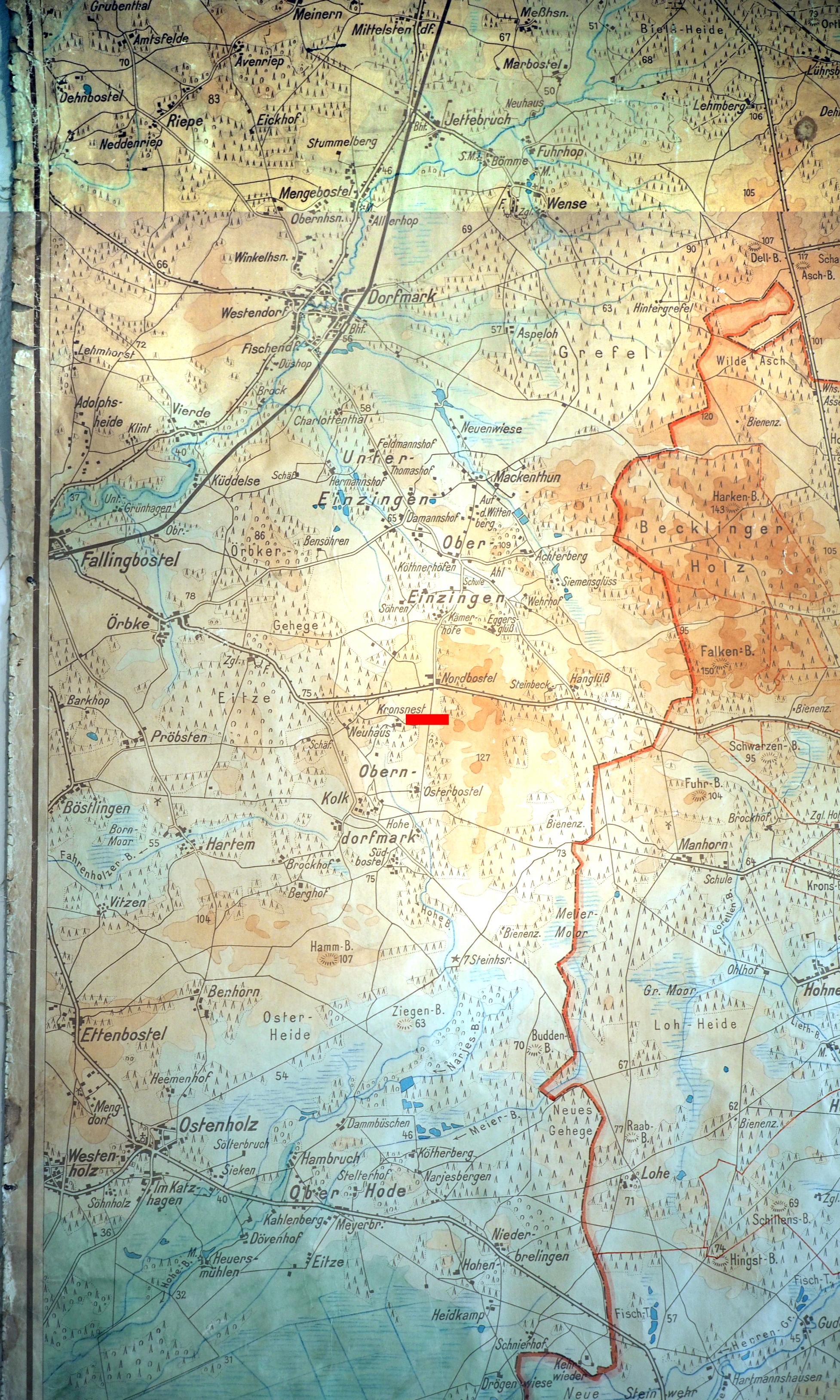
Historische Karte der Ostheidmark, Kronsnest findet man in der Mitte der Karte.

Kronsnest ist ein Ortsname in der niedersächsischen Heidmark bei Fallingbostel.
Der Ortsname entstand vor zirka 630 Jahren aus dem Familiennamen Kronsnest. In dem Dorf Kronsnest wird bereits anno 1379 Henneke von dem Kronesneste erwähnt. Aus dem Jahre 1438 ist der Eggerd to deme Cronsneste überliefert. 1528 dann wird der Jurgen Kronsnest genannt. In den urkundlichen Erwähnungen ist stets auch der Ortsname Kronsnest (zunächst Cronsneste) vermerkt. Der Ortsname bedeutet „Kranichnest“.

## Lage des Ortes Kronsnest
Kronsnest lag in der Nähe des Tutenberges und gehörte zu Oberndorfmark und damit zum Kirchspiel Düshorn im damaligen Landkreis Fallingbostel in Niedersachsen. 1936 hatte der Ort infolge der Errichtung des Truppenübungsplatzes Bergen zu weichen. Eine jahrhundertealte Tradition fand damit ein jähes Ende.

## Umsiedlung

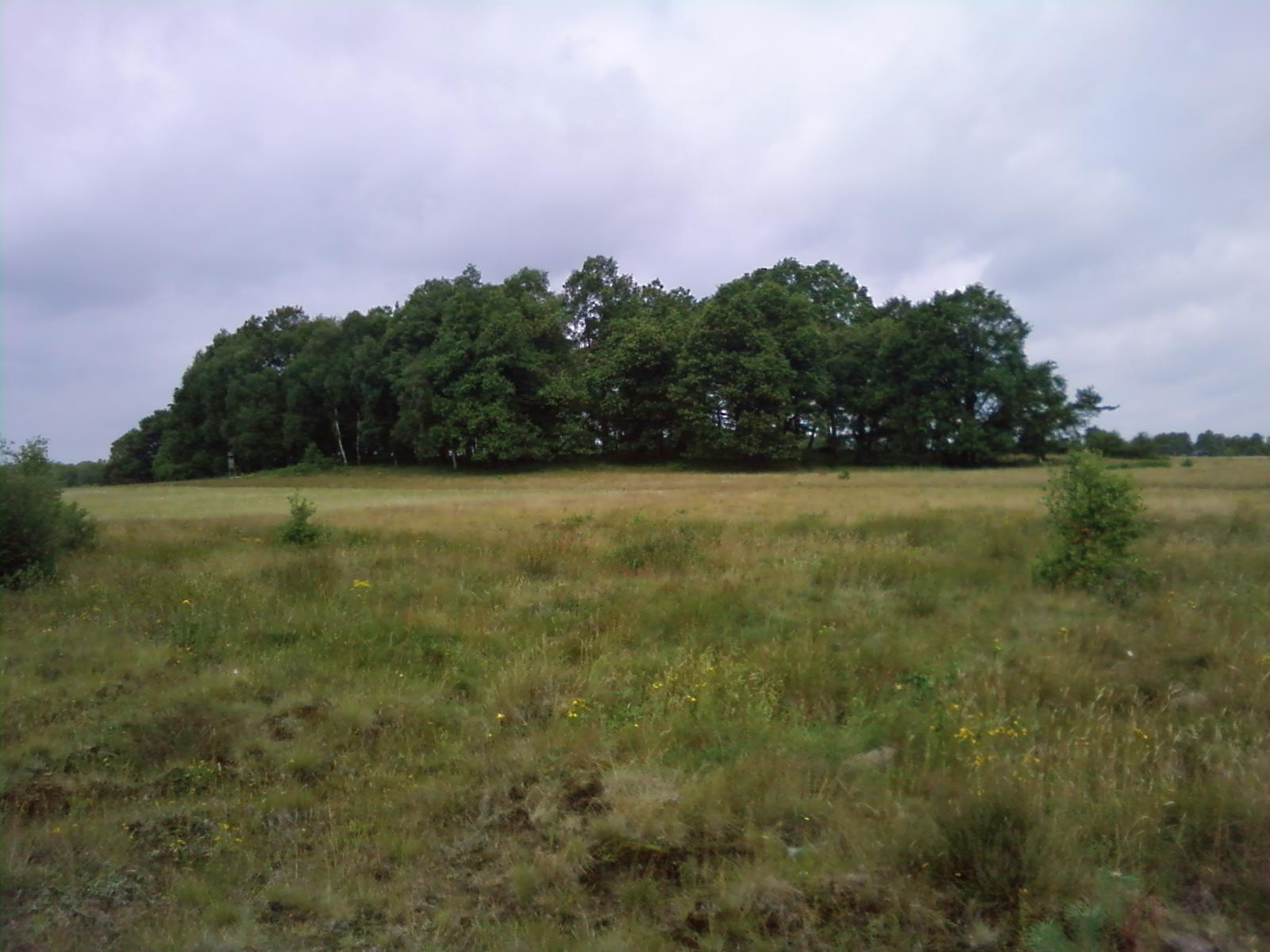
Das alte Kronsnest 2009

Dass nach der „Umsiedlung“ der Ortsname Kronsnest nicht für alle Zeit verschwand, ist darin begründet, dass 1936 bei Hamwiede in der Nähe von Walsrode ein Ortsteil namens Kronsnest eigens errichtet wurde. Dazu gab es damals eine behördliche Genehmigung. Ziel war es, den jahrhundertealten Ortsnamen zu erhalten.